# Balintești
Balintești – wieś w Rumunii, w okręgu Gałacz, w gminie Berești-Meria. W 2011 roku liczyła 971 mieszkańców.